# یواس‌اس واریور (ام‌سی‌ام-۱۰)
یواس‌اس سلحشور (ام‌سی‌ام-۱۰) (به انگلیسی: USS Warrior (MCM-10)) یک کشتی است که طول آن ۲۲۴ فوت (۶۸ متر) می‌باشد. این کشتی در سال ۱۹۹۰ ساخته شد.